# Far East Movement
I Far East Movement (spesso abbreviati in FEM) sono un gruppo musicale electro hop e Hip Hop proveniente da Los Angeles in California e fondato nel 2004. I membri del gruppo, Kev Nish (Americano di origini sino-nipponiche), Prohgress (Americano coreano), J-Splif (Americano coreano) e DJ Virman (Americano filippino), rappresentano diverse generazioni coreane, cinesi, giapponesi e filippine della comunità asiatica d'America.
I Far East Movement hanno organizzato il primo evento di musica live multiculturale di Los Angeles, i cui proventi sono andati in beneficenza ad un centro di riabilitazione dalla tossicodipendenza chiamato "Movementality". Il gruppo ha ottenuto i primi accenni di popolarità nel 2006, quando il loro brano Round Round è stato inserito nella colonna sonora del film The Fast and the Furious: Tokyo Drift. 
Dopo il successo di Round Round, il gruppo è comparso nelle colonne sonore di numerose serie televisive come CSI: Miami, CSI: NY, Entourage e Finishing the Game. 
Nel 2012 collaborano con il cantante canadese Justin Bieber con il brano Live My Life. Il gruppo è stato inoltre invitato ad esibirsi in occasione di Power 106's Powerhouse 2009, uno dei più grandi concerti hip hop della west coast, a cui hanno partecipato anche artisti come Jay-Z, Kid Cudi, Sean Paul, New Boyz, Pitbull, Lil Jon, LMFAO, Ya Boy, Flo Rida, The Black Eyed Peas, Snoop Dogg e Planet Funk.
Il loro singolo Like a G6 in collaborazione con i The Cataracs e Dev è arrivato sino alla prima posizione della classifica statunitense Billboard Hot 100 nell'ottobre 2010.Per la versione americana di Monsuno è stata usata come opening l'omonima canzone, dall'album Dirty Bass.

## Membri del gruppo

### Attuali
- Kev Nish
- Prohgress
- J-Splif
- DJ Virman

## Discografia

### Album
- 2006 - Folk Music[4]
- 2009 - Animal[5]
- 2010 - Free Wired
- 2012 - Dirty Bass

### EP
- 2006 - For the Folks N' Family[6]
- 2008 - FM Radio Singles[7]

### Mixtape
- 2007 - Audio-Bio[8] (2005)
- 2007 - Flavored Animal Droppings[9]
- 2009 - PARTY ANIMAL
- 2011 - Bump from the Trunk Vol.1

### Singoli
- 2006 - You've Got a Friend (featuring Baby Bash e Lil Rob)
- 2007 - Lowridin` (& Knight Rider Remix featuring Wiz Khalifa e Bionik)
- 2009 - Fetish
- 2009 - 2 is Better (featuring Lil Eddie e Ya Boy)
- 2009 - Girls On the Dancefloor (featuring Stereotypes)
- 2009 - Get With You (Stereos featuring Far East Movement)
- 2010 - Like a G6 (featuring The Cataracs e Dev)
- 2010 - Go Ape (featuring Lil Jon e Colette Carr)
- 2010 - Rocketeer (featuring Ryan Tedder dei OneRepublic)
- 2011 - 2 Is Better (featuring Natalia Kills e Ya Boy)
- 2011 - If I Was You (OMG) ft Snoop Dogg
- 2011 - So What?
- 2011 - Jello (featuring Rye Rye)
- 2012 - Live My Life (feat. Justin Bieber & RedFoo from LMFAO)
- 2012 - Turn Up The Love (feat. Cover Drive)
- 2013 - Get up(Rattle) (feat. Bingo Players)
- 2013 - The Illest (feat. Riff Raff)
- 2014 - Bang It to the Curb (with Sidney Samson)
- 2016 - Freal luv X Marshmello (feat. Chanyeol & Tinashe)
- 2016 - Don't Speak (feat. Tiffany & King Chain)